# Słoboda Czeriomuchowaja
Słoboda Czeriomuchowaja (ros. Слобода Черёмуховая) – wieś (sieło) w Rosji, w Tatarstanie, w rejonie nowoszeszmińskim. W 2010 liczyła 724 mieszkańców.